# DX-Ball 2
《DX-Ball 2》는 롱보 게임스(Longbow Games)가 개발한 마이크로소프트 윈도우용 벽돌깨기 게임이다. Michael P. Welch의 DX-Ball의 후속작이며, 이 시퀄은 16비트 하이컬러 엔진을 도입하였고 텍스처화된 벽돌과 배경 그래픽을 선명한 색으로 표시한다. 또, 이 게임은 2개의 새로운 파워업이 포함되었는데, 하나는 "키드 모드", 나머지 하나는 "핫싯 멀티플레이어 모드"이다. DX-Ball 2는 또한 보드세트 선택 기능을 도입하여 플레이어가 플레이할 여러 세트의 보드를 선택할 수 있게 한다. 프리 데모는 총 24개의 보드가 포함되어 있다. 추가 보드 팩들을 설치하면 더 많은 보드를 사용할 수 있는데, Board Pack 1은 데모의 보드세트를 각각 25개의 보드로 확장하므로 총 150개의 보드가 된다. 총 5개의 보드 팩이 이 게임을 위해 출시되었지만 DX-Ball 2의 후속작은 2001년 《라이벌 볼》이라는 게임으로 탄생하게 된다.

## 게임플레이
목적은 화면에 있는 모든 벽돌을 없애면서 다음 보드로 이동하는 것이며, 이는 일반적인 벽돌깨기 게임과 동일하다.

## 개발
Seumas McNally가 프로그래밍한 DX-Ball 2는 1998년 12월 16일에 첫 출시되었다.
게임의 그래픽은 닌텐도 64와 플레이스테이션의 것과 동등한 것으로 기술되고 있다.

## 음악
DX-Ball 2에 사용된 음악은 Eric Gieseke가 작곡하였으며 이는 SideWinder로 알려져 있다.